# Seymour Hersh
Pour les articles homonymes, voir Hersh.
Seymour Hersh est un journaliste américain, né le 8 avril 1937 à Chicago, spécialisé dans les affaires militaires et les services secrets. Il écrit notamment pour The New Yorker et le New York Times.
Il est à l'origine de nombreuses révélations, comme le projet Jennifer. Ses travaux sur les activités illégales de la CIA sur le sol américain entrainent la création du Church Committee par le Congrès.
Ses révélations sur le massacre de Mỹ Lai au Viêt Nam lui valent un prix Pulitzer. Il est l'auteur de différents livres, notamment sur Henry Kissinger ou l'arsenal nucléaire israélien, qui ont remporté plusieurs prix.
Seymour Hersh est en 2004 le premier journaliste américain à révéler les actes de torture à Abou Ghraib.
À partir de 2013, il est sérieusement mis en cause et sa crédibilité chute, en raison notamment d'articles sur la guerre civile syrienne, dont le contenu est remis en question par de nombreuses analyses indépendantes,,,.

## Biographie

### Origines et études
Seymour Hersh est né dans une famille juive parlant le yiddish et habitant Chicago, où elle tient une petite boutique de nettoyage,. Il est diplômé en histoire de l'université de Chicago.

### Carrière
Il commence sa carrière à Chicago en 1959 au City News Bureau, un service d'information locale qui fournit les journaux de la ville en couvrant l'actualité du tribunal et de la police,, et travaille ensuite notamment pour l'agence de presse United Press International.
Entre 1963 et 1967, il travaille pour l'agence de presse Associated Press,, et évolue vers un poste à Washington. Il couvre pendant six mois l'actualité du Pentagone et il est promu dans une équipe d'enquêteurs. Il enquête pendant deux mois sur les recherches du Pentagone en matière d'armes chimiques et biologiques, se rendant auprès de retraités de l'armée — des colonels et généraux — et enquêtant via des journaux locaux pour se renseigner sur des centres de recherche. Son article, comportant 15 000 mots est réduit à 1 000 mots par sa direction sans qu'elle l'ait consulté. Il se tourne alors vers The New Republic qui publie son enquête, où il énumère une cinquantaine de centres établis dans des campus étudiants. Après la publication, des manifestations étudiantes éclatent. Les médias mainstream continuant d'ignorer l'affaire, il quitte l'Associated Press, et écrit un livre sur ses découvertes.
En 1967, il quitte un moment le journalisme pour devenir attaché de presse du sénateur Eugene McCarthy, critique de la guerre au Vietnam, qui se présente à l'investiture démocrate en vue de la présidentielle. Hersh démissionne de la campagne après que le sénateur a décidé l'annulation d'évènements dans les quartiers noirs de Milwaukee par calcul électoral.
En 1968, il enquête sur un jeune chef de peloton de l'armée américaine, William Calley, ce qui le conduit à dévoiler l'existence du massacre de Mỹ Lai, et lui vaut le prix Pulitzer en 1970.
Après la sortie de son livre sur la guerre chimique et biologique, son travail est repris par le Washington Post en première page. Le travail de Hersh indique notamment un incident datant de 1968, où un test aérien d'un agent neurotoxique a provoqué la mort accidentelle de 6 000 moutons d'élevage. Hersh promeut le livre dans des conférences sur les campus et des librairies. Le débat prend de l'ampleur et, en 1969, le président Richard Nixon annonce la fin de la production des armes chimiques et biologiques offensives,.
En 1972, il entre au bureau de Washington du New York Times, où il reste pendant sept ans. Il travaille notamment sur Henry Kissinger et son implication dans le scandale du Watergate aux côtés de Richard Nixon. Il quitte le journal en 1979 et devient journaliste indépendant.
En 1992, il rejoint l'hebdomadaire The New Yorker. Il a une difficulté croissante avec David Remnick, rédacteur en chef du journal, qui aurait une proximité avec le président américain Barack Obama. David Remnick hésite à publier le rapport de Hersh contestant la version officielle de l'administration Obama sur la mort d'Oussama ben Laden en 2011, rapport qui sera finalement publié par la London Review of Books en 2015.

## Révélations notables

### Massacre de Mỹ Lai
En 1969, il révèle le massacre de Mỹ Lai au Viêt Nam qui choque le monde entier. Cela lui vaudra le prix Pulitzer en 1970.
Seymour Hersh enquête à ses propres frais sur un soldat américain qui passe en cour martiale. Il parle avec le soldat une nuit entière au sujet du 16 mars 1968, jour où 350 civils sont morts au Sud-Vietnam, abattus par l'armée américaine, soit depuis des hélicoptères, soit dans leurs habitations ou dans des fossés. Seymour Hersh présente initialement son enquête dans les principaux magazines, notamment Life et Look, mais elle est refusée,. Il se dit alors « dévasté et effrayé par l'étendue de l'autocensure » qu'il rencontre dans sa profession. Il donne alors son reportage à une petite agence de presse anti-guerre. Elle parvient à le vendre à des dizaines de journaux américains pour la somme de 100$, mais l'histoire n'a toujours pas l'impact espéré par Hersh. Il reprend alors son enquête, et trouve un témoin décrivant le meurtre de sang-froid de femmes et enfants dans des fossés. Avec ces détails macabres, le reportage de Hersh sort alors dans des grands journaux, et, selon The Nation, provoque une « vague d'articles sur les atrocités américaines au Vietnam, érodant encore plus le soutien à la guerre », et lui vaut alors le prix Pulitzer, une « rareté pour un journaliste indépendant ».

### Activités illégales de la CIA sur le sol américain
Révélation en 1974 des activités de la CIA sur le territoire américain contre les mouvements pacifiques et autres
opposants sous le couvert de contre-espionnage, ce qui forcera à la démission James Angleton, le chef du contre-espionnage de la CIA.

### Projet Jennifer
Il contribue notablement, avec Jack Anderson, aux révélations sur le projet Jennifer.

### Révélations sur le département de la Défense
Il est à l'origine de la révélation de l'Office of Special Plans ou OSP du département de la Défense américain dans l'article Selective Intelligence.

### Tortures américaines à Abou Ghraib
À partir de 2001, il enquête sur le thème d'une systématisation de possibles exactions américaines après avoir pris connaissance de la création d'une prison spéciale au camp de Guantánamo, réservée aux prisonniers faits dans le cadre de la guerre au terrorisme déclarée par le président George W. Bush, et qui était selon Mediapart « hors de toute convention internationale et de tout droit de la guerre ». Ce travail se poursuit jusqu'en 2004, année où il publie le livre Chain of Command: The Road from 9/11 to Abu Ghraib ainsi que des enquêtes en avril et mai 2004 dans le New Yorker concernant des actes de torture dans la prison irakienne d'Abou Ghraib sous commandement américain,. Des photos montrent des prisonniers nus empilés et contraints de se rabaisser devant les militaires américains,. Les publications dans le New Yorker ont un retentissement international. D'après Le Monde, les informations de Hersh ont « joué un rôle essentiel dans le scandale des tortures en Irak ». Le livre de Hersh montre que les tortures d'Abu Ghraib ne sont pas un dérapage de l'armée américaine : il y aurait eu dans la guerre contre le terrorisme des autorisations de tuer, des kidnappings clandestins, des centres de détention secrets, une habitude de réaliser des interrogatoires musclés, des brutalités, humiliations, tortures... D'après Hersh, l'idée qu'une faiblesse des Arabes était leur vulnérabilité aux humiliations sexuelles a été un sujet de discussion au sein de la haute administration américaine après l’invasion de l'Irak en mars 2003. En 2006, Hersh publie à nouveau sur le sujet dans le New Yorker, affirmant que les violences et traitements dégradants infligés aux prisonniers étaient le résultat de décisions de Donald Rumsfeld, secrétaire à la Défense, et Stephen Cambone, sous-secrétaire chargé du renseignement : les méthodes utilisées auraient fait partie de directives secrètes concernant la « guerre contre le terrorisme » et appliquées également en Irak à partir d'août 2003. En 2007, Hersh publie dans le même journal des entretiens avec le général Antonio Taguba, qui a mené la première enquête sur le scandale d'Abou Ghraïb, et met lui aussi en cause de hauts responsables américains,.

## Investigations contestées

### Mort de ben Laden
En octobre 2013, il affirme que le gouvernement américain a menti sur le raid qui a abouti à l’élimination d'Oussama ben Laden le 2 mai 2011. En 2015, après enquête, il publie un long article à ce sujet dans la London Review of Books. La version que présente Hersh des évènements est « violemment contestée de toutes parts », ses détracteurs lui reprochant de ne pas s'appuyer sur des preuves et de ne pas avoir établi la fiabilité de ses deux uniques sources,.
L'assaut donné le 2 mai 2011 ne se serait pas du tout déroulé comme le scénario officiel. Les forces spéciales américaines seraient entrées dans la villa occupée par ben Laden sans faire face à une résistance et ils auraient tué Ben Laden alors qu'il était très faible et désarmé. La dépouille de Ben Laden n'aurait ensuite pas été jetée en mer, comme l'affirme la version officielle[réf. nécessaire].

### Attaque chimique de Ghouta
En décembre 2013, il avance que Barack Obama a menti quand celui-ci a « accusé le président syrien Bachar el-Assad d'une attaque au gaz sarin qui a tué des centaines de civils syriens en août 2013 » pendant l'offensive de l'armée syrienne à Ghouta. Le 25 janvier 2014, il publie un article où il affirme que le gouvernement syrien n'est pas responsable de cette attaque chimique de la Ghouta. Son article avait été commandé par le New Yorker qui l’a refusé car jugé insuffisamment sourcé, puis présenté au Washington Post, qui l’a refusé aussi, pour être finalement publié au Royaume-Uni par la London Review of Books. De nombreuses investigations ont contredit la version de Hersh.

### Attaque au gaz de Khan Cheikhoun
Le 25 juin 2017, il publie dans le journal allemand Die Welt un article relatif à l'attaque au gaz de Khan Cheikhoun dans lequel il exonère le régime syrien de toute responsabilité dans l'affaire en expliquant que le bombardement syrien aurait visé un bâtiment de deux étages où se serait tenue une réunion de responsables de Daech et dans les caves duquel se seraient trouvé un ensemble de substances chimiques dont la combustion aurait créé le nuage de gaz toxiques à l'origine du drame. Cet article, qui était basé sur une unique source anonyme, est catégoriquement démenti par un rapport conjoint de l'OIAC et de l'ONU, qui imputent l'attaque chimique au régime syrien et par des analyses d'autres journalistes,.

### Sabotage des gazoducsNord Stream
Dans un article publié sur une plateforme de blog le 8 février 2023,, Seymour Hersh affirme que les États-Unis sont à l'origine du sabotage des gazoducs Nord Stream survenu le 26 septembre 2022 en s'appuyant sur une unique source anonyme « ayant une connaissance directe de la planification opérationnelle ». Selon les informations de Seymour Hersh, l'opération de sabotage a été conduite à l'initiative de l'administration Biden, avec le consentement de ce dernier et la complicité de la Norvège, sous couverture de BALTOPS 22, exercice militaire annuel de l'OTAN qui s'est déroulé en juin 2022. En marge des manœuvres maritimes et sous-marines, une équipe de plongeurs aurait installé des explosifs de type C4 directement sur les gazoducs. Le 26 septembre 2022, soit 3 mois plus tard afin d'éviter les soupçons, un avion Boeing P8 de la marine norvégienne aurait largué sur zone des bouées sonars en qualité de détonateurs, déclenchant les explosions destructrices des gazoducs.

## Autobiographie
Le quotidien The New York Times rapporte que la publication par Seymour Hersh de son autobiographie, en juin 2018, fait suite à son abandon du projet de livre sur l'ancien vice-président Dick Cheney, qui a nécessité quatre ans de travail et pour lequel il a amassé beaucoup de matériau. Il y a cependant renoncé, estimant que sa publication pourrait mettre en danger ses sources, et a alors proposé à son éditeur, Knopf (filiale de Penguin Random House), d'hypothéquer son pied-à-terre de Manhattan pour rembourser l'avance qu'il avait perçue. L'éditeur lui a alors suggéré d'écrire ses mémoires, ce à quoi l'écrivain s'était jusqu'ici toujours refusé, mais qu'il a fini par accepter.

## Controverses et critiques

### Accusation de financement d'Hillary Clinton
Lors d'une interview en 2007, lors de la primaire démocrate, il affirme que la position de faucon de la sénatrice Hillary Clinton sur le dossier du nucléaire iranien est explicable par le poids financier de la communauté juive américaine :
« L'argent. L'argent juif vient de New York. Sérieusement, il faut cesser cette hypocrisie. Une partie importante des donateurs juifs et des leaders juifs américains sont alignés sur la position israélienne qui fait de l'Iran une menace existentielle. Et je pense que c'est aussi simple que ça. Quand vous venez de New York, quand vous êtes élue de New York, en pleine campagne électorale, vous suivez cette ligne. Il n'y a aucune autre explication possible, Hillary Clinton est intelligente et le sait.»

### Armes chimiques syriennes
Différentes affirmation de Seymour Hersh concernant la Syrie et notamment les armes chimiques ont par la suite été controversées et réfutées, y compris par l'Organisation pour l'interdiction des armes chimiques (OIAC),,.
Le journaliste Brian Whitaker lui reproche d'écrire ce que les « truthers » (douteurs) sur les réseaux sociaux, veulent entendre, de même que John Pilger et Robert Fisk. Il affirme que si Hersh a des difficultés à faire publier ses articles sur les attaques chimiques en Syrie, c'est parce que deux de ses articles étaient sérieusement défectueux. Selon un article de L'Obs de 2015, Seymour Hersh a été accusé « ces dernières années » par une partie des médias américains de « dérive conspirationniste ».
Concernant l'attaque chimique de Khan Cheikhoun, selon l'analyste Eliot Higgins l'analyse de Hersh ne repose sur aucune source identifiable et va jusqu'à contredire les versions syriennes et russes de l'incident. En outre, alors que les analyses de l'OIAC concluent à l'utilisation de gaz sarin, il nie la présence de cette substance sur les lieux, attribuant le dégagement de gaz nocif à la présence d'un mélange de « produits chimiques, comprenant du chlore dans les organophosphates utilisés dans de nombreux engrais, qui peuvent provoquer des effets neurotoxiques comparables à ceux du gaz sarin » qui se seraient trouvés dans le bâtiment visé par la frappe aérienne syrienne.
Le journaliste britannique George Monbiot affirme que les arguments de Seymour Hersh ont été discrédités par l'OIAC et que celui-ci a été incapable de fournir la localisation du bâtiment pour vérification par géolocalisation, dans une tribune intitulée « Une leçon de la Syrie : il est crucial de ne pas alimenter les théories conspirationnistes d'extrême droite »,.

### Critiques concernant ses méthodes d'investigation en Syrie
Dans un article paru dans le journal israélien Haaretz, Emmanuel Sivan, professeur d’histoire islamique à l’université hébraïque de Jérusalem, conteste les méthodes d'investigations de Seymour Hersh, lui reprochant d'avoir écrit dans un article du New Yorker que les États-Unis finançaient indirectement au Liban des groupes proches d'Al-Qaïda, comme Fatah al-Islam via le premier ministre sunnite Fouad Siniora, sans avoir vérifié les informations de sa source.

### Critiques concernant son relais de désinformation russe et syrienne
Il est également reproché à Seymour Hersh de relayer lors d'une interview sur Russia Today, média d’État russe, de la désinformation diffusée sur les réseaux sociaux par des groupes de propagande conspirationniste sur la Syrie, notamment le « mythe de la petite syrienne sauvée plusieurs fois », bien que cette intox ait été réfutée depuis longtemps par l'AFP et plusieurs autres grands médias,.
Daniella Peled, demande pourquoi son déni des crimes de guerre de la Syrie n'a pas mis un terme à sa carrière et affirme que le fait que les médias décrivent les apologétiques honteuses de Hersh comme une idiosyncrasie stupide plutôt que ce qu’elle est vraiment - le pire des « fake news » - est tout simplement un signe de notre échec moral total en Syrie.
Steve Bloomfield, rédacteur en chef adjoint du journal Prospect, écrit un article sur Hersh intitulé « L'étrange histoire de comment un légendaire journaliste d'investigation en est venu à se faire l'écho de la propagande d'Assad ».
Michael Massing (en) écrit dans The Nation que « pas une fois, dans [son livre] Reporter, Hersh ne prend note de la boucherie d’Assad et des centaines de milliers de morts dont son régime est responsable. Au lieu de cela, il observe que les affirmations factuelles d’Assad au cours de leurs entretiens sont « invariablement vérifiées ». D’après la description de Hersh lui-même, on a l’impression qu’Assad a détecté la vanité du journaliste et en a joué intelligemment en lui montrant sollicitude et respect. L’attitude crédule de Hersh à l’égard du dirigeant syrien rappelle la déférence de ses anciens collègues envers Henry Kissinger. Après avoir si longuement écrit sur les dangers de l'accès [à un haut dirigeant tel que Bachar el-Assad], Hersh semble en avoir été la proie. »

## Distinctions
- Il a reçu le prix international Manuel-Vázquez-Montalbán
- Il a reçu le prix Pulitzer pour ses révélations sur le massacre de Mỹ Lai.
- Il a recu cinq prix George-Polk entre 1969 et 2004[49].
- Il a recu le National Book Critics Circle Award pour sa biographie non-autorisée de Henry Kissinger
- Il a recu le National Magazine Award en 2003 pour une série d'articles dans le New Yorker.

## Livres

### Ouvrages originaux en anglais
- Chemical and Biological Warfare: America's Hidden Arsenal, New York, Bobbs-Merrill, 1968
- My Lai 4: A Report on the Massacre and Its Aftermath, Random House, 1970,  (ISBN 0-394-43737-3).
- Cover-up: the Army's secret investigation of the massacre at My Lai 4, New York, Random House, 1972
- (en) Seymour M. Hersh, The Price of Power : Kissinger in the Nixon White House, New York, N.Y., Summit Books, 1983, 698 p. (ISBN 0-671-44760-2)
- Seymour M. Hersh, “The Target Is Destroyed” : What Really Happened to Flight 007 and What America Knew About It, New York, Random House, 1986, 282 p. (ISBN 0-394-54261-4 et 978-0-394-54261-4)
- The Samson Option: Israel's Nuclear Arsenal and American Foreign Policy, Random House, 1991,  (ISBN 0-394-57006-5)
- The Dark Side of Camelot, Little, Brown & Company, 1997,  (ISBN 0-316-36067-8)
- Against All Enemies: Gulf War Syndrome: The War Between America's Ailing Veterans and Their Government, Ballantine Books, 1998
- Chain of Command: The Road from 9/11 to Abu Ghraib, HarperCollins, 2004,  (ISBN 0-06-019591-6)
- (en) Seymour M. Hersh, Reporter : A Memoir, New York, Knopf, 5 juin 2018, 355-[24], 25 cm (ISBN 978-0-307-26395-7)

### Ouvrages en français
- Le massacre de Song My : La guerre du Vietnam et la conscience américaine [« My Lai 4: A Report on the Massacre and Its Aftermath »], Gallimard, coll. « Témoins », 1992 (ISBN 978-2-07-027090-3)
- Opération Samson : comment Israël a acquis la bombe atomique [« The Samson Option: Israel's Nuclear Arsenal and American Foreign Policy »], Olivier Orban, 1992
- La Face cachée du clan Kennedy [« The Dark Side of Camelot »], L'Archipel, 1998 (ISBN 978-2-84187-141-4)
- Permission de tuer : Les nouveaux services secrets, Les Empêcheurs de penser en rond, 2004, 150 p. (ISBN 978-2-84671-106-7) Ce livre regroupe la traduction de trois articles de The New Yorker écrits par Hersh :
  - Manhunt : The Bush Administration's new strategy in the war against terrorism, sur les éliminations de membres d'Al-Qaïda (The New Yorker du 23 et 30 décembre 2002);
  - Selective Intelligence : Donald Rumsfeld has his own special sources. Are they reliable? sur l'OSP (12 mai 2003 [lire en ligne]); et
  - Moving Targets : Will the counter-insurgency plan in Iraq repeat the mistakes of Vietnam? sur les tentatives du renseignement US pour éliminer la résistance irakienne et le lancement de la Task Force 121 (15 décembre 2005

- Dommages collatéraux : La face obscure de la « guerre contre le terrorisme » [« Chain of Command: The Road from 9/11 to Abu Ghraib »], Denoël, coll. « Impacts », 2005, 624 p. (ISBN 978-2-207-25666-4)
- Comment les États-Unis ont liquidé Nord Stream (https://seymourhersh.substack.com/p/how-america-took-out-the-nord-stream)[50]